# Dirección General de Géneros y Equidad de la Universidad del Bío-Bío
La Dirección General de Géneros y Equidad (DIRGEGEN) es un organismo de la Universidad del Bío Bío, creado de manera triestamental a partir de las manifestaciones feministas del año 2018. Se encarga de promover el trato igualitario en materia de sexo y género al interior de la Universidad, abordando temáticas como violencia y discriminación por razones de sexo o género al interior de la institución.Es el primer organismo de este tipo en la historia de la universidad. 

## Historia
En medio del contexto de tomas y asambleas durante las manifestaciones feministas en diversas universidades de Chile, en 2018 se llevó a cabo el "Primer Encuentro Nacional de Mujeres Autoconvocadas" en la Universidad del Bío-Bío. La instancia reunió a estudiantes, administrativas y académicas de varias universidades del país.
En respuesta a estas movilizaciones, el entonces Rector, Dr. Héctor Gaete Feres convocó la formación de una mesa de género triestamental, enfocada en diagnosticar la situación de género, crear un reglamento de acoso y desarrollar políticas institucionales de género para la universidad. Este trabajo culminó con la entrega oficial de los resultados a la coordinadora del Proyecto de Dirección General de Género.
En noviembre de 2018 se constituye el Comité Técnico Asesor del Proyecto de Dirección General de Género, integrado por representantes de las siguientes organizaciones: Dirección General de Análisis institucional, Mesa de Género, Dirección de Desarrollo Estudiantil, Federación de Estudiantes de Chillán, Agrupación de Disidencia Sexual de Chillán, Dirección de Recursos Humanos de la universidad, Asociación de Académicos y Académicas, Mujeres Autoconvocadas, Agrupación Trabajadoras UBB, Asociación de Funcionarios No Académicos (Anfunabb) y el Círculo de Secretarias, además de la coordinadora del Proyecto de la Dirección General de Género, la académica Soledad Martínez. 
La Dirección General de Géneros y Equidad de la Universidad del Bío Bío fue creada el 8 de marzo de 2021 mediante decreto universitario N°850. 

## Misión y Visión[1]
Visión: ser una Dirección General reconocida por la comunidad universitaria que asegura la equidad, erradica la violencia y discriminación por razones de sexo o género, colabora en la formación de personas conscientes acerca de los problemas de género en la sociedad, posicionando a la Universidad del Bío-Bío como referente local y nacional en la materia.

Misión: La Dirección General de Géneros y Equidad tiene por misión promover un trato igualitario de género y sexo en la Universidad del Bío-Bío, por medio de políticas transversales al quehacer universitario. Aborda de manera oportuna y efectiva las situaciones de denuncia de acoso, discriminación y violencia de género en el contexto universitario.

## Funciones y Atribuciones
La Dirección General de Géneros y Equidad divide su trabajo en tres secciones de especialización:

#### Prevención y transversalización de género
Sección a cargo de diseñar e implementar capacitaciones, campañas de sensibilización e instancias conmemorativas para toda la comunidad universitaria, con el objetivo de fortalecer una cultura de equidad e igualdad al interior de la universidad.

#### Atención y acompañamiento
Sección a cargo de implementar procedimientos para abordar casos de denuncias de discriminación, acoso o violencia por razones de sexo/género al interior de la universidad. Se encarga de dar atención y seguimiento profesional a las personas que soliciten atención o denuncien discriminación, acoso o violencia por razones de sexo/género.

#### Gestión y políticas de género y equidad
Sección a cargo de monitorear de forma periódica el grado de cumplimiento de las diversas acciones implementadas en materia de sexo/género al interior de la universidad. Además, recopila datos cuantitativos y cualitativos sobre la realidad de universidad en materia de sexo/género, para el desarrollo de políticas universitarias pertinentes. Propone la incorporación de indicadores de género y políticas institucionales de acuerdo con las necesidades detectadas en la comunidad universitaria.

## Autoridades
- Dra. Soledad Martínez Labrín, coordinadora proyecto Dirección General de Género Universidad del Bío Bío.
- Dra. Fancy Castro Rubilar,[8] directora.
- Mg. Claudia Vasquez Rivas,[9] directora.
- Dra. Alicia Hermosilla Ávila,[10] directora.

## Institucionalización de la perspectiva de género
La universidad cuenta con las siguientes políticas institucionales en materia de sexo-género: 

#### Política Integral contra el acoso, violencia y discriminación arbitraria por razones de sexo-género[11]
Política decretada en septiembre del año 2022, en el marco de la Ley 21.369 que regula el acoso sexual, la violencia y la discriminación de género en el ámbito de la educación superior. Tiene por objetivo contribuir a la erradicación del acoso sexual, violencia y discriminación por razones de sexo o género a través de la prevención, procesos de investigación y sanción, y procesos integrales de reparación.

#### Política de Igualdad de Géneros[13]
Política oficializada el 8 de marzo de 2024. Su creación se enmarca en el Plan de Fortalecimiento de Universidades Estatales, dependiente del Ministerio de Educación y la Subsecretaría de Educación Superior.